# Peter Machajdík
Peter Machajdik (Pozsony, 1961. június 1. –) szlovák zeneszerző.
1992-ben DAAD (Berliner Künstlerprogramm des DAAD) ösztöndíjat nyert Nyugat-Berlinbe.

## Diszkográfia
- The Immanent Velvet[1] (Azyl Records, 2012)
- A Marvelous Love: New Music for Organ[2] (Albany Records, 2012)
- Czechoslovak Chamber Duo (Cseh Rádió, 2012)
- Typornamento (Guerilla Records, 2012)
- Violin solo IV. (Pavlík Records, 2012)
- Inside The Tree[3] (Amadeus Art, 2011)
- Violin solo III. (Pavlík Records, 2011)
- Minimal Harp. Floraleda Sacchi (hárfa) - Lou Harrison; Philip Glass; Ligeti György; Nicola Campogrande; Henry Cowell; John Cage; Peter Machajdik; Michael Nyman. (DECCA - Universal Music Group) 2008
- R(a)dio(Custica) Selected 2008 (Cseh Rádió, 2008)
- Namah,[4][5] (Musica Slovaca SF 00542131, 2008) + Jon Anderson
- Namaste Suite (Mnemes HCD 102, 2003)
- Požoň Sentimentál (Musica Slovaca, 2000)
- RēR Quarterly Vol.4 No.1 (RēR Records, 1994)

## Kórusművek
- Domine, vegyeskarra és csőharangok (2011) 5 mins
- Kyrie, a cappella vegyeskarra (2011) 4 mins
- Si diligamus invicem, a cappella vegyeskarra (2002) 8 mins

## Elektronikus zene
- Slyšíte mě obře?, radio art  (2013) 18 mins
- KE-art, radio art  (2013) 15 mins
- Waters and Cages, paysage sonore  (2012)
- 05.12.07.  (2007)  5'12''
- The Healing Heating, radio art  (2005) 18 mins
- Columbia (At this country) (2003) 7'30''
- ...and the earth will delight  (1988) 12 mins